# Districtul Svidník

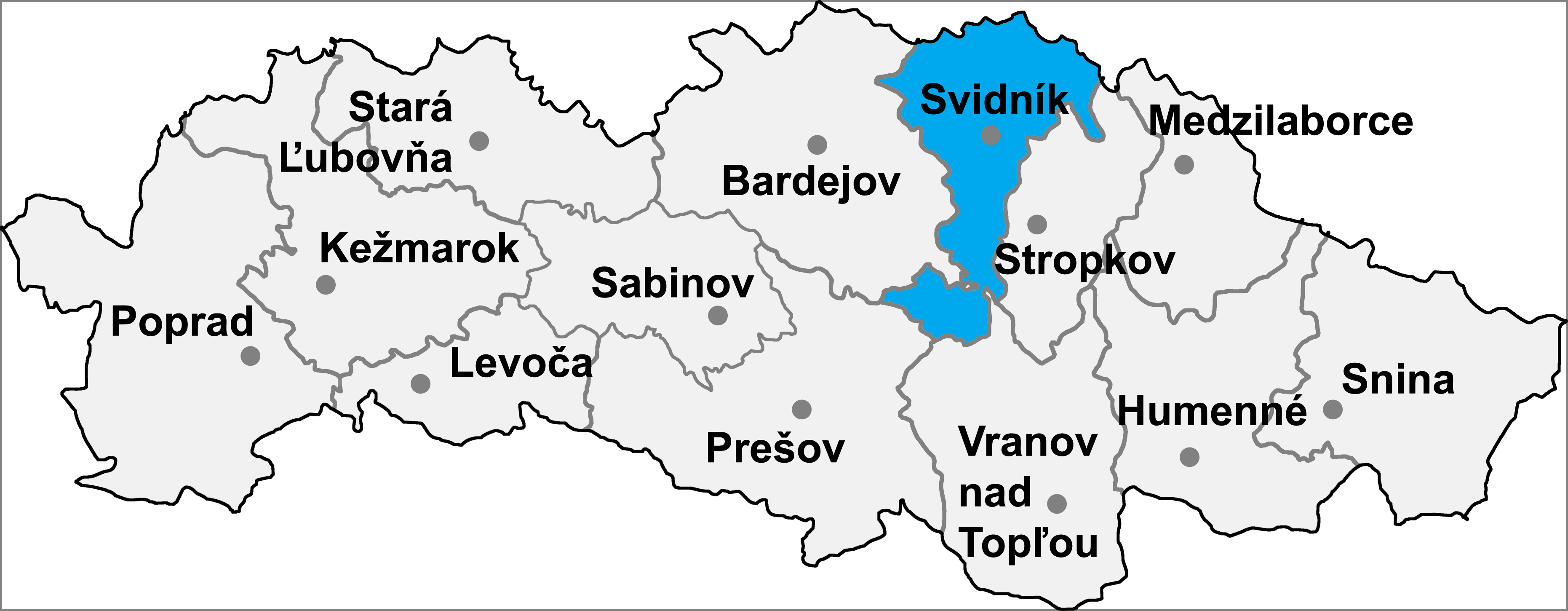
Districtul Svidník

Districtul Svidník (okres Svidník) este un district în Regiunea Prešov din Slovacia estică.

## Demografie
| An:                | 1994   | 2004   | 2014   | 2024   |
| ------------------ | ------ | ------ | ------ | ------ |
| Număr de persoane: | 32.982 | 33.399 | 32.997 | 31.041 |
| Diferență:         |        | +1,26% | −1,20% | −5,92% |

| An:                | 2023   | 2024   |
| ------------------ | ------ | ------ |
| Număr de persoane: | 31.183 | 31.041 |
| Diferență:         |        | −0,45% |

## Comune
- Belejovce
- Beňadikovce
- Bodružal
- Cernina
- Cigla
- Dlhoňa
- Dobroslava
- Dubová
- Dukovce
- Fijaš
- Giraltovce
- Havranec
- Hrabovčík
- Hunkovce
- Jurkova Voľa
- Kalnište
- Kapišová
- Kečkovce
- Kobylnice
- Korejovce
- Kračúnovce
- Krajná Bystrá
- Krajná Poľana
- Krajná Porúbka
- Krajné Čierno
- Kružlová
- Kuková
- Kurimka
- Ladomirová
- Lúčka
- Lužany pri Topli
- Matovce
- Medvedie
- Mestisko
- Mičakovce
- Miroľa
- Mlynárovce
- Nižná Jedľová
- Nižná Pisaná
- Nižný Komárnik
- Nižný Mirošov
- Nižný Orlík
- Nová Polianka
- Okrúhle
- Príkra
- Pstriná
- Radoma
- Rakovčík
- Rovné
- Roztoky
- Soboš
- Stročín
- Svidnička
- Svidník
- Šarbov
- Šarišský Štiavnik
- Šemetkovce
- Štefurov
- Vagrinec
- Valkovce
- Vápeník
- Vyšná Jedľová
- Vyšná Pisaná
- Vyšný Komárnik
- Vyšný Mirošov
- Vyšný Orlík
- Železník
- Želmanovce